# Recologne (Doubs)
Recologne – miejscowość i gmina we Francji, w regionie Burgundia-Franche-Comté, w departamencie Doubs.
Według danych na rok 1990 gminę zamieszkiwały 482 osoby, a gęstość zaludnienia wynosiła 71 osób/km² (wśród 1786 gmin Franche-Comté Recologne plasuje się na 326. miejscu pod względem liczby ludności, natomiast pod względem powierzchni na miejscu 659.).